# Aage Lorentzen
Aage Christian Lorentzen (5. december 1880 i København - 17. oktober 1955) var en dansk skuespiller der medvirkede i en række stumfilm fra 1909 til 1917 som en af Nordisk Films faste birolleskuespiller. Ud over Nordisk Film medvirkede han i en enkelt film for Filmfabriken Danmark i 1916.
Han var gift med skuespillerinde Agnes Lorentzen (1874-1947).
Aage Lorentzen er begravet på Sundby Kirkegård.

## FIlmografi
| - En Kvinde af Folket (ukendt instruktør, 1909) - Den store Gevinst (ukendt instruktør, 1909) - Boksekamp (ukendt instruktør) - Den hvide Slavehandel (instruktør August Blom, 1910) - Modermærket (ukendt instruktør, 1910) - Medbejlerens Hævn (ukendt instruktør, 1910) - Kuffertens Hemmelighed (som greven; ukendt instruktør, 1910) - Det bødes der for (instruktør August Blom, 1911) - Kærlighedens Styrke (instruktør August Blom, 1911) - Det mørke Punkt (instruktør August Blom, 1911) - Anna fra Æbeltoft (instruktør Eduard Schnedler-Sørensen, 1911) - Herr Storms første Monocle (instruktør August Blom, 1911) - Dødsflugten (instruktør Eduard Schnedler-Sørensen, 1911) - En Børneven (instruktør Eduard Schnedler-Sørensen) - For aabent Tæppe (instruktør August Blom, 1912) - Paa Frierfødder (ukendt instruktør, 1912) - Hjærternes Kamp (instruktør August Blom, 1912) - Den Stærkeste (instruktør Eduard Schnedler-Sørensen, 1912) - Manegens Stjerne (instruktør Leo Tscherning, 1912) - Et Hjerte af Guld (instruktør August Blom, 1912) - Dødsdrømmen (instruktør August Blom, 1912) - Du skal ikke solde (instruktør Eduard Schnedler-Sørensen, 1912) - En god Maske (som betjent; instruktør Eduard Schnedler-Sørensen, 1912) - Mellem Storbyens Artister (instruktør Eduard Schnedler-Sørensen, 1912) - Den glade Løjtnant (instruktør Robert Dinesen, 1912) - En Opfinders Skæbne (instruktør August Blom, 1912) | - Jernbanens Datter (instruktør August Blom, 1912) - Bristet Lykke (instruktør August Blom, 1913) - Axel Breidahl som Hypnotisør (instruktør Axel Breidahl, 1913) - Hustruens Ret (instruktør Leo Tscherning, 1913) - Elskovs Magt (instruktør August Blom, 1913) - Den tapre Jacob (instruktør Sofus Wolder) - Af Elskovs Naade (instruktør August Blom, 1914) - Carl Alstrup som Soldat (instruktør Eduard Schnedler-Sørensen, 1914) - En moderne Don Juan (som Herr Beck; instruktør Lau Lauritzen Sr., 1915) - En Kone søges (instruktør Lau Lauritzen Sr., 1915) - Stribolt paa Kærlighedsstien (instruktør A.W. Sandberg, 1915) - Juvelerernes Skræk (instruktør Alexander Christian, 1915) - Gissemands Kærlighedshistorie (instruktør Alfred Cohn, 1915) - Manden med de ni Fingre IV (som detektivens assistent; instruktør A.W. Sandberg, 1916) - Teaterliv bag Kulisserne (ukendt instruktør, 1916) - Klovnen (instruktør A.W. Sandberg, 1917) - Ansigtet lyver I (instruktør Alexander Christian, 1917) - Pax Æterna (instruktør Holger-Madsen, 1917) - Himmelskibet (instruktør Holger-Madsen, 1918) - For sit Lands Ære (instruktør August Blom, 1918) - Hvorledes jeg kom til Filmen (instruktør Robert Dinesen, 1919) |